# Verrucaria tornensis
Verrucaria tornensis är en lavart som beskrevs av H.Magn.. Verrucaria tornensis ingår i släktet Verrucaria, och familjen Verrucariaceae. Arten är reproducerande i Sverige.